# Gmina Rokietnica
Die Gmina Rokietnica ist eine Landgemeinde im Powiat Poznański der Woiwodschaft Großpolen in Polen. Ihr Sitz ist das gleichnamige Dorf (deutsch Rokietnice) mit etwa 6650 Einwohnern.

## Geographie

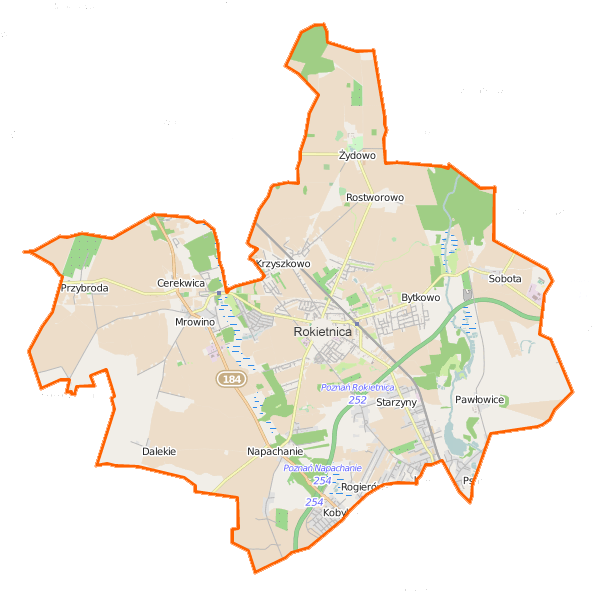
Karte der Gemeinde

Die Gemeinde liegt zentral in der Woiwodschaft. Sie grenzt im Süden an die kreisfreie Woiwodschafts-Hauptstadt Posen mit dem Sitz des Powiats. Die weiteren Nachbargemeinden sind die Gemeinden: Tarnowo Podgórne im Südwesten, Kaźmierz im Westen, Szamotuły im Nordwesten, Oborniki im Norden und Suchy Las im Osten.

## Geschichte
Im Dorf Sobota fanden im Sommer 2014 und 2015 die Tennis-Turniere für Frauen Powiat Poznański Open 2014 und 2015 statt.

## Gliederung
Zur Landgemeinde (gmina wiejska) Rokietnica mit 19.326 Einwohnern (Stand 31. Dezember 2020) gehören das Dorf selbst und 15 weitere Dörfer mit insgesamt zehn Schulzenämtern (sołectwa):
- Rokietnica
- Kiekrz-Pawłowice
- Kobylniki
- Krzyszkowo
- Mrowino-Cerekwica
- Napachanie-Dalekie
- Przybroda
- Sobota-Bytkowo
- Starzyny-Rogierówko
- Żydowo-Rostworowo

Die 16 Dörfer (deutsche Namen bis 1945) der Gemeinde sind:
- Rokietnica (Rokietnice, 1939–1943 Rokstedt[5], 1943–1945 Rokstätt (Kr. Posen))[3]
- Bytkowo (Büttkau)[4]
- Cerekwica (Riemannsfelde)[4]
- Dalekie (Grundheim Vorwerk)[4]
- Kiekrz (Ketsch, 1943–1945 Ketsch (Kr. Posen))[5]
- Kobylniki (Stutendorf)[5]
- Krzyszkowo (Friedrichssieg)[5]
- Mrowino (Rautendorf, 1943–1943 Joachimsfeld)[5]
- Napachanie (Grundheim)[5]
- Pawłowice (Paulsfelde)[5]
- Przybroda (Röhrfeld)[5]
- Rogierówko (Eckenau)[5]
- Rostworowo
- Sobota (Sonnenfeld)[5]
- Starzyny
- Żydowo (Hüttental)[4]

Ortsteile sind Gajówka Sobota, Huby und Zmysłowo.